# Raseborg Pride
Raseborg Pride är en finländsk människorättsevenemang som har tagit plats i Raseborg i landskapet Nyland sedan 2016. Raseborg Pride produceras av föreningen Raseborgs Regnbåge rf. Föreningen grundades den 21 september 2022 i Karis. Idén till föreningen föddes inom arbetsgruppen för Raseborg Pride, ur både viljan att erbjuda evenemang för queerpersoner året runt och insikten om att det fanns ett behov av en hbtqia+-förening i regionen.
Raseborg Pride är Västnylands största människorättsevenemang. Evenemang ordnas på svenska, finska och engelska.